# Napredok Kiczewo
Napredok Kiczewo (mac. ФК Напредок Кичево) – północnomacedoński klub piłkarski z Kiczewa, występujący obecnie w III lidze.

## Historia
Klub został  założony w 1928 pod nazwą Napredok Kiczewo. Podobnie jak wiele małych macedońskich klubów występował w niższych klasach rozgrywkowych byłej Jugosławii. Pod uzyskaniu niepodległości przez Macedonię, w pierwszym sezonie ligi macedońskiej drużyna występowała w II lidze. W sezonie 1993/1994 klub z Kičeva pozostał na zapleczu I ligi, zajmując 6. miejsce w grupie wschodniej, z 11 punktami straty do zwycięskiego FK Ohrid (promowany był tylko mistrz grupy). Niestety, w kolejnych trzech sezonach nie udało się zbudować w Kičevie drużyny zdolnej do walki o awans. W sezonie 1997/1998 sytuacja powtórzyła się – Napredok zajął dopiero 7. miejsce w tabeli, na finiszu mając aż 19 punktów straty do promowanego Rabotniczki Skopje. Przełomem okazał się sezon 1998/1999, kiedy to niebiesko-biali nareszcie awansowali, a plany związane z awansem były duże. W sezonie 1999/2000 rozegrał pierwszy, historyczny mecz w Prwej Lidze. Debiut nie wypadł jednak zbyt okazale, gdyż beniaminek uległ na własnym boisku Cementarnicy Skopje 0-1. Pierwsza wygrana w najwyższej klasie rozgrywkowej przyszła dopiero w 9. kolejce, kiedy to Napredok pokonał u siebie Rabotničkiego Skopje 1-0 (po drodze zaliczył jednak kilka ciężkich upokorzeń, a największym z nich była porażka na własnym boisku z Pobedą Prilep aż 0-8). Klub nie miał jednak odpowiedniego wsparcia finansowego, kadra nie była odpowiednio wyrównana jak na I ligę. W efekcie Napredok nie zdołał utrzymać się w Prwej Lidze, zajmując przedostatnie, 13. miejsce z 20 punktami. Z nielicznych pozytywów związanych z tym sezonem w historii klubu zapisało się rekordowe zwycięstwo 10-0, odniesione jednak nad słabiutkim FK Kumanowo. W Pucharze Macedonii 1999/2000 Napredok przebrnął przez I rundę pokonując FK Udarnik, ale w fazie grupowej odpadł, zajmując 3. miejsce w grupie D za Vardarem Skopje i Makedoniją Skopje. Nieobecność Napredoku w I lidze trwała jednak tylko jeden sezon – w sezonie 2000/2001 ekipa z Kičeva zajęła 2. miejsce we Vtorej Lidze z 72 punktami, ustępując tylko FK Kumanowo, a pozostawiając w pokonanym polu między innymi Jugohrom Tetovo i Slogę Vinicę. Z pucharem krajowym Napredok pożegnał się już w I rundzie, wyraźnie ulegając Vardarowi Skopje (1-5 i 0-2). W sezonie 2001/2002 niebiesko-biali ponownie bronili się przed spadkiem z Prwej Ligi, ale tym razem skutecznie, zajmując 8. miejsce z bezpieczną, 11-punktową przewagą nad strefą spadkową, ale w Pucharze Macedonii nie zakwalifikowali się nawet do czołowej szesnastki. Bardzo podobnie wyglądał sezon 2002/2003, ukończony przez Napredok na 7. pozycji, sprawiając jednak kilka niespodzianek, z których największą było pokonanie 3-1 późniejszego mistrza Vardaru Skopje. W Pucharze Macedonii klub z Kičeva rozpoczął od wyeliminowania Madzari Solidarnost Skopje w I rundzie, a w kolejnej fazie bezproblemowo uporał się z Makedoniją Skopje. W III rundzie niebiesko-biali byli bliscy pokonania Sileksu Kratowo, ponieważ w pierwszym meczu wygrali 1-0, ale w rewanżu polegli 1-4, dwa decydujące gole tracąc w końcówce meczu. Sezon 2003/2004 znów był bezbarwny w wykonaniu Napredoku jeśli chodzi ligę – ostatecznie drużyna zajęła 9. miejsce. Znacznie lepiej powiodło się piłkarzom z Kiceva w krajowym pucharze – w I rundzie wyeliminowali Borec Wełes, a w II Shkendiję Tetovo. W ćwierćfinale Napredok rozprawił się z Lozarem (3-0 u siebie i 1-2 na wyjeździe). Dobrze prowadzona przez trenera Dragana Bocheskiego drużyna w półfinale zmierzyła się z klubem Pobeda Prilep – pierwszy mecz drużyna z Kičeva przegrała 1-2, by w rewanżu na własnym boisku zwyciężyć 1-0 i awansować do finału. Tam rywalem była Słoga Jugomagnat Skopje. Po zaciętym meczu Napredok przegrał 0-1 po golu strzelonym przez Argenta Beciriego w 51 min. meczu. Mimo to finał Pucharu Macedonii 2003/2004 pozostaje największym sukcesem w historii Napredoku, a za jednego z głównych architektów należy uznać Goce Toleskiego, strzelca 6 goli w pucharowych rozgrywkach. Przed sezonem 2004/2005 Napredok popadł w tarapty finansowe i został zmuszony do sprzedaży większości najlepszych piłkarzy – hitem transferowym było pozyskanie reprezentacyjnego bramkarza Jane Nikolovskiego, który rozegrał jednak w barwach Napredoku tylko 2 mecze. Drużyna, oparta na juniorach nie miała szans na skuteczną walkę o utrzymanie i z dorobkiem zaledwie 7 punktów spadła do Vtorej Ligi. W Pucharze Macedonii Napredok uległ w I rundzie Sileksowi Kratowo 0-3. Jednak i ten upadek był krótki – przed kolejnym sezonem wymieniony został cały zarząd klubu, a sytuacja finansowa ustabilizowana. Napredok zajął 2. miejsce w II lidze, promujące awansem – wyprzedzając na finiszu o dwa punkty Karaorman Struga. W pucharze krajowym Napredok pokonał Borec Wełes, ale w II rundzie uległ Makedoniji Gjorce Petrov. Po trzech sezach pobytu w I lidze zespół ponownie spadł do Vtorej Ligi, gdyż w sezonie 2008/2009 zajął przedostatnie, 11. miejsce.

## Stadion
Napredok rozgrywa swe mecze na Gradskim Stadionie, mieszczącym 5 tys. widzów.

## Kadra
| Nr | Poz. | Piłkarz              |
| -- | ---- | -------------------- |
| 1  | BR   | Dragan Ugrenovic     |
| 2  | OB   | Stanislav Mickoski   |
| 3  | OB   | Oliver Askov         |
| 4  | PO   | Zoran Panev          |
| 5  | OB   | Shkumbin Arslani     |
| 6  | OB   | Miki Iliev           |
| 7  | NA   | Toni Nastov          |
| 8  | PO   | Antonio Niceski      |
| 10 | PO   | Žarko Simjanovski    |
| 18 | PO   | Lazar Iliev          |
| 23 | NA   | Krste Trpenoski      |
| 25 | PO   | Dimitar Karamacovski |

| Nr | Poz. | Piłkarz            |
| -- | ---- | ------------------ |
| 26 | PO   | Igor Damjanoski    |
| 32 | NA   | Dejan Kuleski      |
| 43 | NA   | Goran Naumovski    |
| 45 | NA   | Zivko Stojkovski   |
| 56 | PO   | Toni Dzangarovski  |
| 89 | OB   | Pero Angeleski     |
| 91 | NA   | Blagoj Levkov      |
|    | BR   | Nikola Zerdeski    |
|    | BR   | Daniel Veljanovski |
|    | OB   | Igor Zafirovski    |
|    | PO   | Dejan Cvetanovski  |
|    | NA   | Blagoja Aleksoski  |